# Serri
Serri ist eine italienische Gemeinde (comune) in der Metropolitanstadt Cagliari auf Sardinien. Die Gemeinde selbst hat 605 Einwohner (Stand 31. Dezember 2023) und liegt etwa 54 Kilometer nördlich von Cagliari.

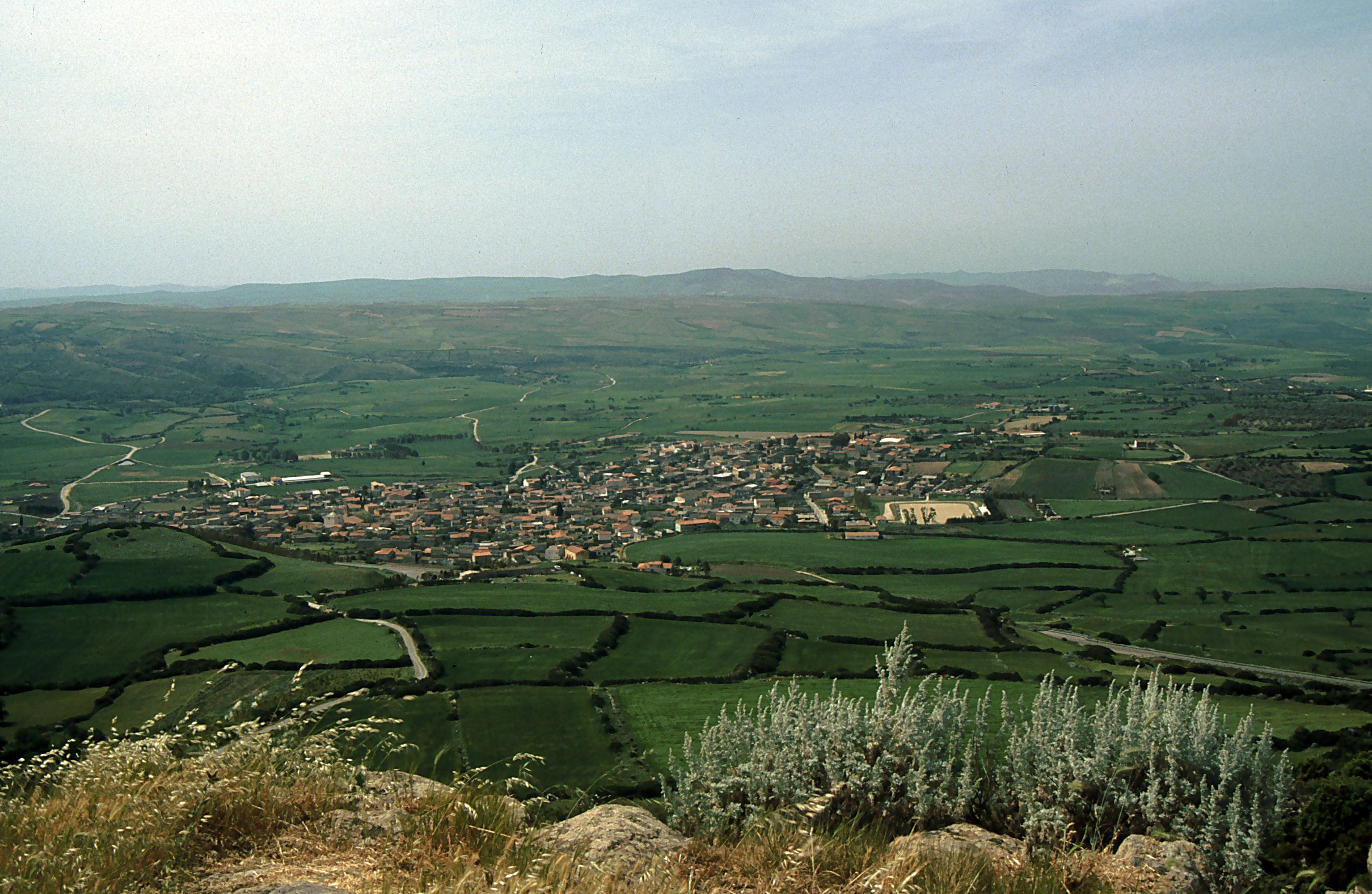
Serri von der Giara di Gesturi

## Geschichte
Bei Serri befindet sich das bedeutende Brunnenheiligtum Santa Vittoria aus der Zeit zwischen 1000 und 600 vor Christus.

## Verkehr
Bei Serri geht von der Strada Statale 128 Centrale Sarda von Monastir nach Oniferi die Strada Statale 198 di Seui e Lanusei nach Tortolì ab. Eine kleine Bahnstation liegt an der Bahnstrecke Monserrato–Isili.

## Sehenswürdigkeiten
- Nuraghen Ladumini, Ruinas und Trachedalli
- Brunnenheiligtum Santa Vittoria
- Protonuraghe S'Uraxi